# Chinshakiangosaurus chunghoensis
Chinshakiangosaurus chunghoensis — ящеротазовий динозавр підряду завроподоподібних (Sauropodomorpha). Динозавр вважається базальним представником завроподів.

## Опис
Це був великий травоїдний завропод з довгою шиєю та хвостом, що пересувався на чотирьох кінцівках. Динозавр описаний по нечисленних рештках, серед яких фрагмент нижньої щелепи із зубами та кілька елементів посткраніального скелету. Судячи із цих фрагментарних зразків, довжина тіла динозавра оцінюється у 12-13 метрів.

## Відкриття
Скам'янілості були знайдені в 1970 році Чжао Сіїнем (Zhao Xijin) і колегами в окрузі Yongren в центрі провінції Юньнань у Китаю. Вони знаходились у свиті Fengijahe, який складається з аргілітів, алевролітів і пісковиків, які наносилися річкою. Голотип (IVPP V14474) складається з лівої частини нижньої щелепи, одного шийного та спинного і декількох хвостових хребців, лопатки, деяких кісток тазу і задніх кінцівок.

## Етимологія
Рід Chinshakiangosaurus названий на честь річки Янцзи. Цзіньша Цзян (Jinsha Jiang) перекладається з китайської як «золота піщана річка». Ця назва є однією із місцевих назв річки Янцзи. Видова назва chunghoensis дана на честь селища Чжогхе (Zhonghe), поблизу якого знайдені рештки динозавра.